# Naramice (gromada)
Naramice – dawna gromada, czyli najmniejsza jednostka podziału terytorialnego Polskiej Rzeczypospolitej Ludowej w latach 1954–1972.
Gromady, z gromadzkimi radami narodowymi (GRN) jako organami władzy najniższego stopnia na wsi, funkcjonowały od reformy reorganizującej administrację wiejską przeprowadzonej jesienią 1954 do momentu ich zniesienia z dniem 1 stycznia 1973, tym samym wypierając organizację gminną w latach 1954–1972.
Gromadę Naramice siedzibą GRN w Naramicach utworzono – jako jedną z 8759 gromad na obszarze Polski – w powiecie wieluńskim w woj. łódzkim, na mocy uchwały nr 40/54 WRN w Łodzi z dnia 4 października 1954. W skład jednostki weszły obszary dotychczasowych gromad Naramice, Śmiecheń, Zabłocie i Rososz oraz wieś Wiktorów i kolonia Wiktorów z dotychczasowej gromady Wiktorów ze zniesionej gminy Biała w tymże powiecie. Dla gromady ustalono 17 członków gromadzkiej rady narodowej.
31 grudnia 1959 do gromady Naramice przyłączono wieś Świątkowice, wieś Swoboda, wieś Bielawy, parcele Świątkowice A i B, kolonię Brzozowiec i kolonię Świątkowice-Swoboda ze zniesionej gromady Świątkowice.
Gromada przetrwała do końca 1972 roku, czyli do kolejnej reformy gminnej.